# Eremitörn
Eremitörn (Buteogallus solitarius) är en fågel i familjen hökar inom ordningen hökfåglar. Den förekommer i bergstrakter i Central- och Sydamerika från Mexiko till norra Argentina. Trots namnet är den en stor vråk och tillsammans med systerarten chacoörnen numera del av svartvråkssläktet Buteogallus. Arten är fåtalig och minskar i antal. IUCN listar den som nära hotad.

## Utseende och läten
Eremitörnen är en stor rovfågel med en kroppslängd på 65–75 cm och vingbredden 157–180 cm. Fjäderdräkten är helmörkt skiffergrå med rätt otydlig kort tofs och vitt tvärband mitt på den rätt korta stjärten. Ungfågeln är mörkbrun ovan, huvudet streckat beigebrunt med beige ögonbrynsstreck och ljus strupe. Undersidan har varierade sotfärgade streck och fläckar, på flankerna i sammanhängande fält.
I flykten syns långa, breda och rundade vingar med utbuktande armpennor och mycket kort stjärt. Ungfågeln har en vit vingpanel, ljusa vingpennor och en nästan obandad ljus stjärt.
Från flygande fågel hörs snabba serier med genomträngande korta visslingar, "pipipipipi...", eller långsammare or slower “weet weet...".

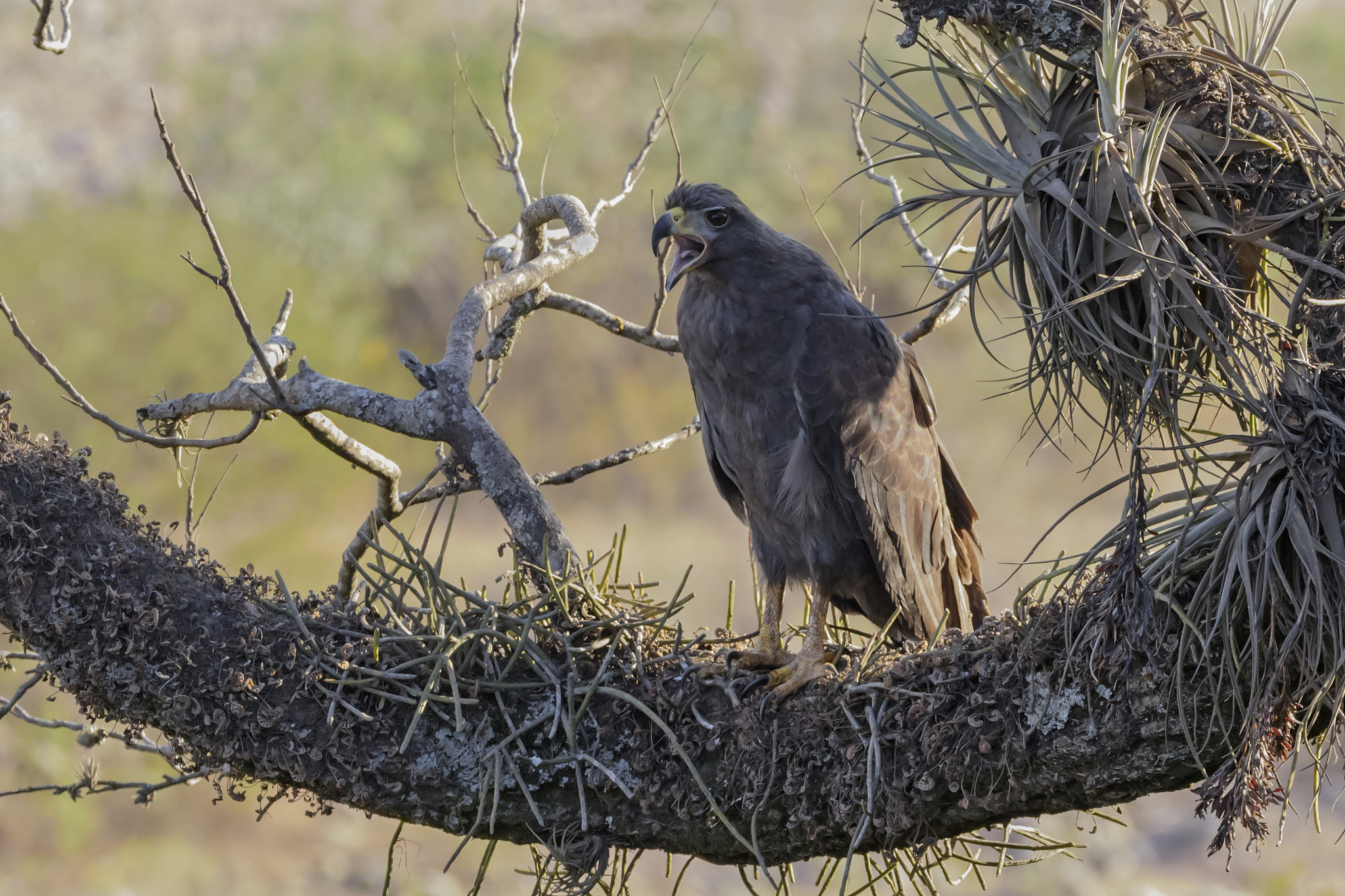

## Utbredning och systematik
Eremitörnen förekommer lokalt i bergstrakter i Latinamerika. Den delas in i två underarter med följande utbredning:
- Buteogallus solitarius sheffleri – västra Mexiko (från Sonora) söderut till Costa Rica och möjligen Panama
- Buteogallus solitarius solitarius – norra Colombia (Sierra Nevada de Santa Marta) samt norra och södra Venezuela, västcentrala Guyana och Franska Guyana söderut genom fuktiga delar av Anderna från Colombia till nordvästligaste Argentina (Jujuy och Salta)

### Släktestillhörighet
Eremitörnen är tillsammans med sin systerart chacoörnen (B. coronatus) inga egentliga örnar utan snarare mycket stora vråkar. De placerades tidigare i släktet Harpyhaliaetus, men efter genetiska studier inkluderas de numera i Buteogallus.

## Levnadssätt
Eremitörnen hittas i fuktiga beskogade bergssluttningar, i Ecuador på mellan 900 och 1800 meters höjd. Par ses ofta kretsa högt uppe i luften på plana vingar. Ibland kan den också sätta sig i toppen på ett träd. Födan är dåligt känd men tros mestadels bestå av ormar. Även kring dess häckningsbiologi är kunskapen begränsad. Ett nybyggt bo har noterats i mitten av november i östra Peru och ungar i boet i maj–juni i Mexiko.

## Status
Eremitörnen har ett stort utbredningsområde, men förekommer endast lokalt. Världspopulationen anses vara liten, preliminärt uppskattad till mellan 1500 och 4000 individer. Den tros dessutom minska i antal till följd av habitatförstörelse och jakt. Sammantaget gör det att internationella naturvårdsunionen IUCN kategoriserar arten som nära hotad.

## Namn
Artens vetenskapliga namn solitarius betyder just "ensamlevande".